# Antonius Hurkmans

Wappen von Antonius Hurkmans

Antonius Lambertus Maria Hurkmans, üblich Antoon Hurkmans, (* 3. August 1944 in Someren) ist ein niederländischer Geistlicher und emeritierter römisch-katholischer Bischof von ’s-Hertogenbosch. Er lebt nach seiner Emeritierung in Rom.

## Leben
Antoon Hurkmans stammt aus einer Bauernfamilie und hatte acht Geschwister. Er war zunächst Gemüsehändler und besaß eigene Lebensmittelgeschäfte. Er trat in das Spätberufenenseminar in Warnsveld ein. Nach seiner vorakademischen Ausbildung in Gemert und in der Prämonstratenserabtei im belgischen Grimbergen studierte er ab 1972 Katholische Theologie an der Theologischen Fakultät in Tilburg. 1978 wurde er zum Dr. theol. promoviert. Hurkmans empfing am 22. Dezember 1979 durch Bischof Johannes Bluyssen in der St.-Johannes-Kathedrale in ’s-Hertogenbosch die Priesterweihe.
Hurkmans war zunächst Pfarrer in Waalwijk. Bischof Johannes ter Schure SDB bestellte ihn 1987 zum Rektor des neugegründeten Priesterausbildungszentrums Sint-Janscentrum in ’s-Hertogenbosch. Ein Jahr später folgte seine Ernennung zum Generalvikar und Dompropst. 1994 wurde er von Papst Johannes Paul II. zum Monsignore erhoben.
Papst Johannes Paul II. ernannte ihn am 13. Juni 1998 zum Bischof von ’s-Hertogenbosch. Der Altbischof von ’s-Hertogenbosch, Johannes Gerardus ter Schure, spendete ihm am 29. August 1998 die Bischofsweihe; Mitkonsekratoren waren Johannes Willem Maria Bluijssen, emeritierter Bischof von ’s-Hertogenbosch, Joseph Frans Lescrauwaet MSC, emeritierter Weihbischof in Haarlem, Martinus Petrus Maria Muskens, Bischof von Breda, und Franciscus Jozef Maria Wiertz, Bischof von Roermond. Als Wahlspruch wählte Hurkmans die Devise In virtute Spiritus Sancti („In der Kraft des Heiligen Geistes“).
Am 5. März 2016 nahm Papst Franziskus Hurkmans’ vorzeitigen Rücktritt aus gesundheitlichen Gründen an, da er an einer Schlafapnoe litt. Er kehrte anschließend nicht in seinen Heimatort Someren zurück, sondern ging nach Rom und wurde auf Vorschlag der Niederländischen Bischofskonferenz zum Rektor der Friesenkirche St. Michael und Magnus ernannt, der traditionellen Nationalkirche der Niederländer im Vatikan.
Antonius Hurkmans ist seit 2003 Großprior des Ritterordens vom Heiligen Grab zu Jerusalem. Seit 2016 ist er Mitglied der Bruderschaft von Santa Maria dell’Anima in Rom.